# 鲁杜阿莱克
鲁杜阿莱克（法語：Roudouallec，法語發音：[ʁudwalɛk]）是法国莫尔比昂省的一个市镇，位于该省西北部，属于蓬蒂维区。

## 地理
鲁杜阿莱克（48°7'36"N, 3°43'1"W）面积24.82 平方千米，位于法国布列塔尼大區莫尔比昂省，该省份为法国西北部沿海省份，位于布列塔尼半岛南部，北起阿摩尔滨海省、西接菲尼斯泰尔省，南濒大西洋，东南接大西洋卢瓦尔省，东临伊勒-维莱讷省。
与鲁杜阿莱克接壤的市镇（或旧市镇、城区）包括：斯佩泽特、古兰、吉斯克里夫、斯凯尔、勒昂、圣戈阿泽克。
鲁杜阿莱克的时区为UTC+01:00、UTC+02:00（夏令时）。

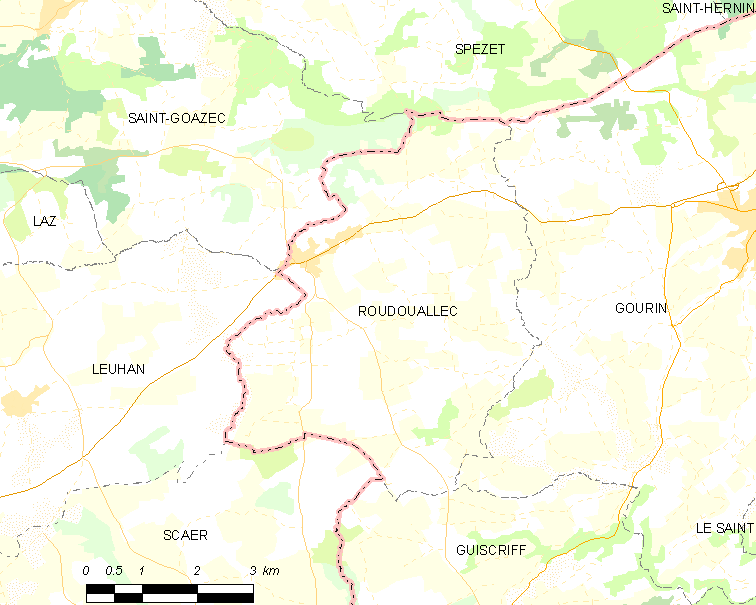
鲁杜阿莱克的OSM定位图

## 行政
鲁杜阿莱克的邮政编码为56110，INSEE市镇编码为56199。

## 政治
鲁杜阿莱克所属的省级选区为古兰县。

## 人口

1962-2008年间鲁杜阿莱克人口变化图示

鲁杜阿莱克于2022年1月1日时的人口数量为715人。